# Alpes de Zillertal
Os Alpes de Zillertal  (em alemão:  Zillertaler Alpen) é um maciço montanhoso que se encontram nas regiões do Tirol na Áustria e na  Província autónoma de Bolzano da Itália. O cume mais alto é o  Hochfeiler com 3.510 m.
Esta cadeia alpina tira o seu nome do Vale Zillertal onde corre o rio Ziller.

## Localização
Os Alpes de Zillertal têm a Nordeste os Alpes xistosos do Tirol, a Sul com as Dolomitas e a Oeste os Alpes de Stubai.

## SOIUSA
A Subdivisão Orográfica Internacional Unificada do Sistema Alpino (SOIUSA) dividiu os Alpes em duas grandes Partes: Alpes Ocidentais e Alpes Orientais, separados pela linha formada pelo  Rio Reno - Passo de Spluga - Lago de Como - Lago de Lecco.
A secção alpina dos Alpes do Tauern ocidentais é formada pelos Alpes de Zillertal , Alpes Tauern, Alpes de Pusteria e o Grupo de Kreuzeck.

### Classificação  SOIUSA
Segundo a SOIUSA este acidente geográfico é uma Sub-secção alpina com as seguintes características:
- Parte = Alpes Orientais
- Grande sector alpino = Alpes Orientais-Centro
- Secção alpina = Alpes do Tauern ocidentais
- Sub-secção alpina =  Alpes de Zillertal
- Código = II/A-17.I

## Imagens

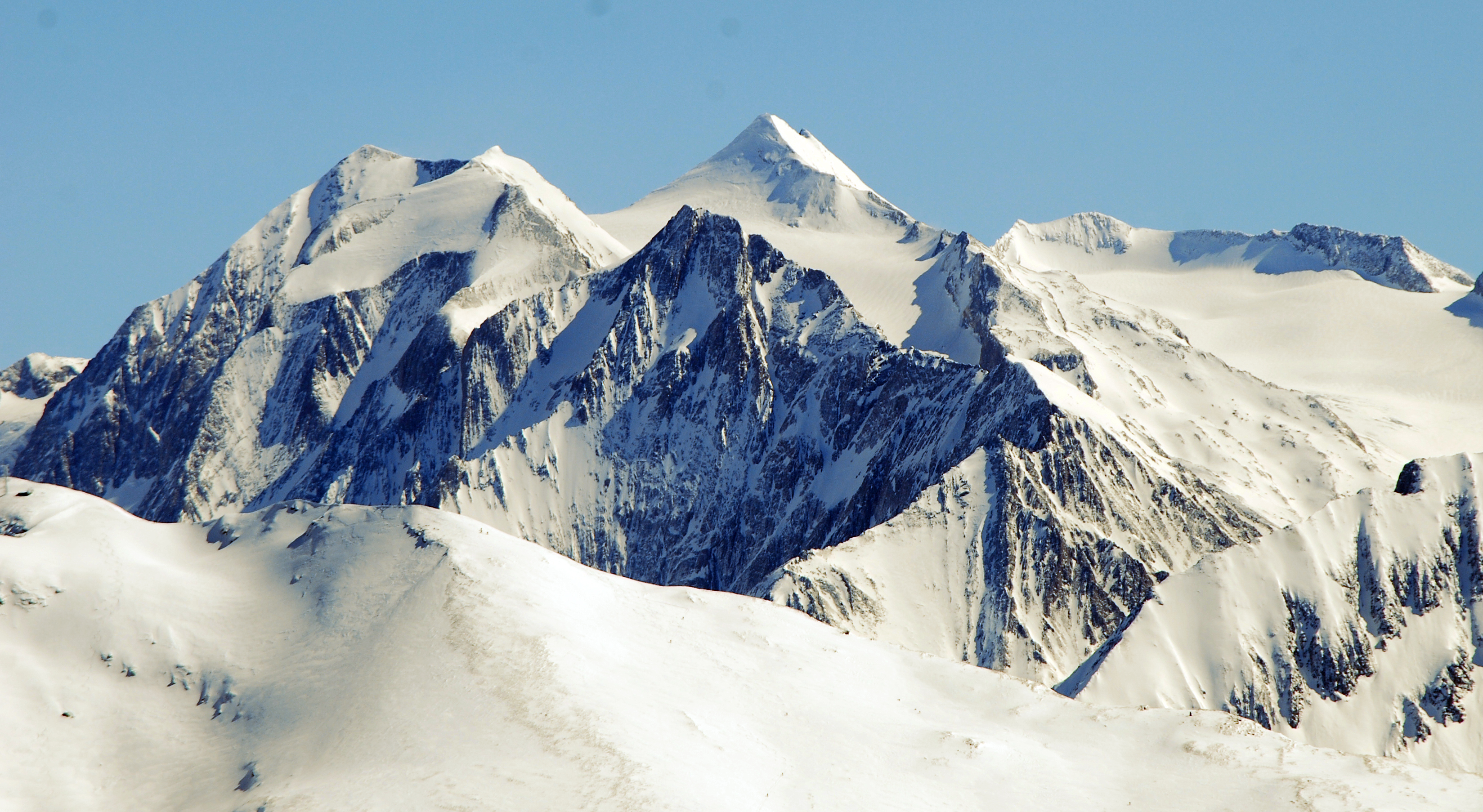
O Gran Pilastro nos alpes de Zillertal